# Kotari u Banovini Hrvatskoj
Kotar je bio upravna jedinica u Banovini Hrvatskoj. Bio je više razine od općine i grada. Ukupno je bilo devedeset devet kotara s četiri ispostave, međusobno podijeljenih između Banske vlasti u Zagrebu i Ispostave Banske vlasti u Splitu.